# 大神一郎奮闘記 〜サクラ大戦歌謡ショウ「紅蜥蜴」より〜
『大神一郎奮闘記〜サクラ大戦歌謡ショウ「紅蜥蜴」より〜』（おおがみいちろうふんとうき サクラたいせんかようショウ べにとかげ より）は、2000年2月24日にセガが発売したドリームキャスト用ゲームソフト。「サクラ大戦シリーズ」の一つ。

## 概要
本作は、1999年夏に上演された歌謡ショウ「紅蜥蜴」を題材にしており、ストーリーは全6種のミニゲームとLIPSによるアドベンチャーパートで構成、展開され、ゲーム中に登場するプロマイドの絵柄も歌謡ショウのものとなっている。またドリームキャストで「マルチストリーム再生」による歌謡ショウの映像の観賞および簡易的な編集が可能である。
それまでのシリーズとは異なり、ゲームのストーリー上における降魔の介入や直接の戦闘はない。

## あらすじ
帝国歌劇団で戯曲「紅蜥蜴」の上演が決定する。しかし、その稽古中に思わぬ事態が発生。主役である神崎すみれが足に怪我をしてしまう。果たして帝国歌劇団は、無事に紅蜥蜴を上演することが出来るのか。

## 「紅蜥蜴」について
- 演目の「紅蜥蜴」は、帝国歌劇団の舞台脚本の担当でもある金田金四郎の探偵小説を戯曲化したもので、美しき女盗賊である紅蜥蜴と、名探偵明智小次郎の繰り広げる物語である。
- 紅蜥蜴や明智小次郎の立ち振る舞い、ストーリーの展開などは江戸川乱歩の探偵小説『黒蜥蜴』を下敷きとしている。
- OVA『サクラ大戦 轟華絢爛』第3話では帝国歌劇団が出演する映画作品のタイトルとその原作との設定で登場する。

## ミニゲーム
炎のビラ配り
帝劇前を通る通行人にビラを配るゲーム。大神は前後（上下）しか動くことができないが、通行人の行動パターンも一定。元ネタは1981年のイギリス映画である『炎のランナー』。
モギリよ今夜もありがとう
切符のモギリを行って客を案内し、かつ偽物チケットを持つ客を追い返すミニゲーム。チケットのミスは物によっては発見が困難となっている。元ネタは1967年の日本映画である『夜霧よ今夜も有難う』で、石原裕次郎による主題歌も同タイトルである。
風呂場の決斗
一対一のミニゲーム。エアホッケーにビリヤードを足したようなもので、石鹸を相手のゴールに打ち込むか真ん中の桶に打ち込んで二分間により多く相手の桶の山を崩した方の勝ち。プレイヤーはどちらも横にしか動けない。元ネタは1946年のアメリカ映画である『荒野の決闘』。
光武点検異常なし
パズルとなっている線路のパーツを動かして光武の進む道を作り、光武を目的の格納庫に収容するゲーム。 レニ機は最後に収容するため、一番難易度が高い。元ネタは1930年のアメリカ映画である『西部戦線異状なし』。
今　真上にある危機
下から上に打ち上げるタイプのシューティング。降魔が列を組んで襲い掛かってくるので、それを下から光武の力で撃ち落とす。光武は残機が3あり、隕石もしくは光武で打ち上げたエネルギーに当たるとダメージを受けて機が減る。降魔に襲われると得点が減少、逆に撃ち落としたり長く光武を保てるほど特典が上がる。赤い降魔は高得点となっているが、素早く不規則に降りてくるため注意が必要となっている。時間が経つほど隕石の数と降魔の数、また赤い降魔の割合は増加する。ヒロインたちは応援してくれる。元ネタは1994年のアメリカ映画である『今そこにある危機』。